# Tominaga Tarō

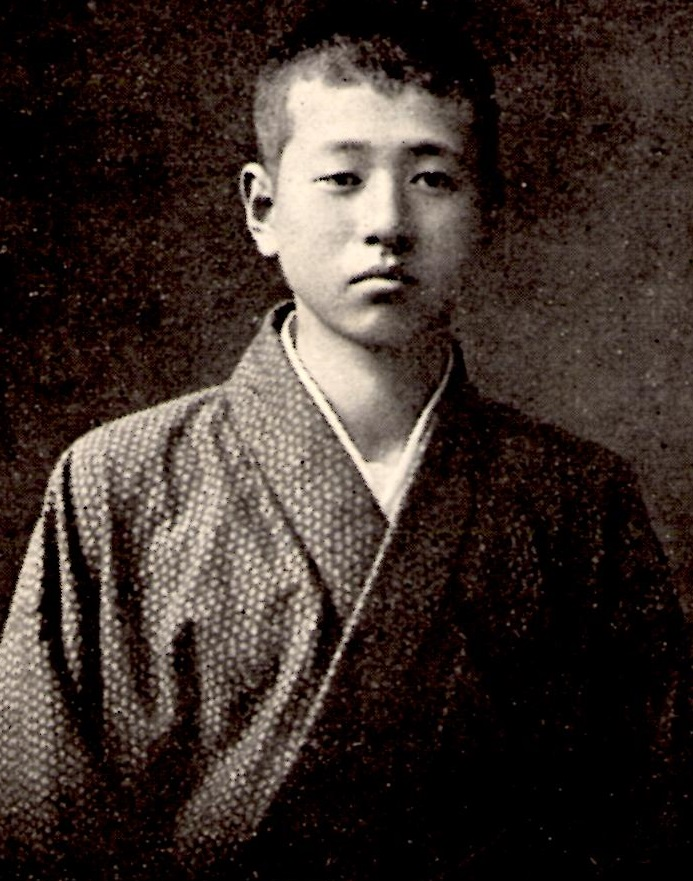
Tominaga Tarō

Tominaga Tarō (jap. 富永 太郎; * 4. Mai 1901; † 12. November 1925) war ein japanischer Schriftsteller und Übersetzer.
Tominaga wurde als Übersetzer der Gedichte Charles Baudelaires bekannt. Er war mit Nakahara Chūya befreundet, den er in die Werke Baudelaires, Paul Verlaines und Arthur Rimbauds einführte. Seine eigenen Gedichte wurden von seinem Freund Murai Michio gesammelt und 1927 unter dem Titel Tominaga Tarō Shishū (富永太郎詩集) veröffentlicht. Ōoka Shōhei veröffentlichte eine Biographie Tominagas. Auch sein Bruder Tominaga Jirō wurde als Schriftsteller bekannt.